# Parachaetophiloscia levantina
Parachaetophiloscia levantina là một loài chân đều trong họ Philosciidae. Loài này được Cruz & Dalens miêu tả khoa học năm 1990.